# Oligodon chinensis
Oligodon chinensis är en ormart som beskrevs av Günther 1888. Oligodon chinensis ingår i släktet Oligodon och familjen snokar. IUCN kategoriserar arten globalt som livskraftig. Inga underarter finns listade i Catalogue of Life.
Arten förekommer i södra och sydöstra Kina samt i norra Vietnam. Honor lägger ägg.